# Spilogale gracilis
Spilogale gracilis là một loài động vật có vú trong họ Chồn hôi, bộ Ăn thịt. Loài này được Merriam mô tả năm 1890.
Loài này được tìm thấy ở miền Tây Hoa Kỳ, miền bắc Mexico, và tây nam British Columbia. Môi trường sống của chúng là rừng hỗn hợp, các khu vực mở, và đất nông nghiệp.

## Hình ảnh

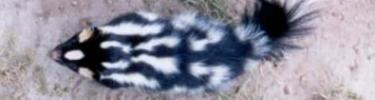
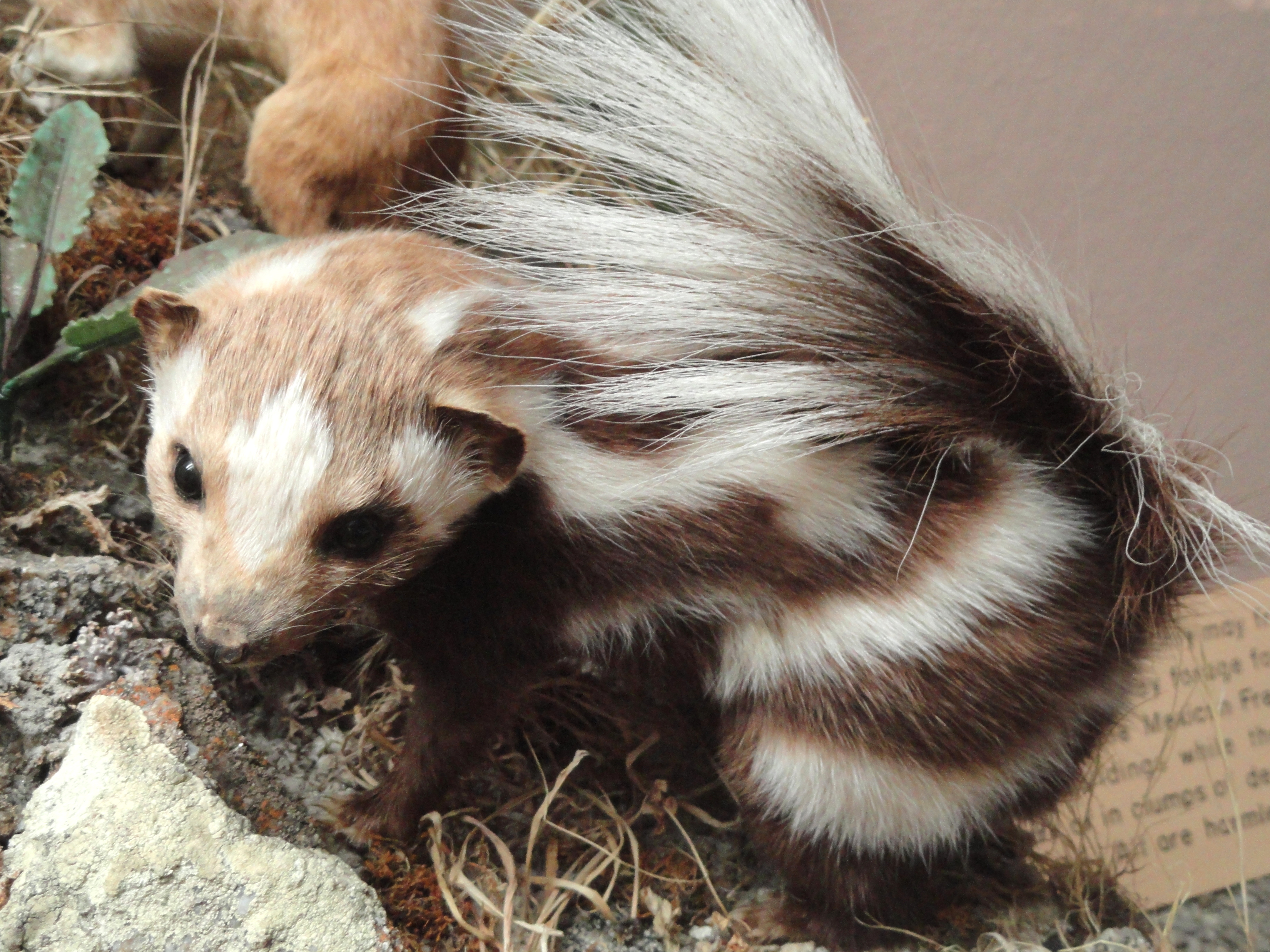
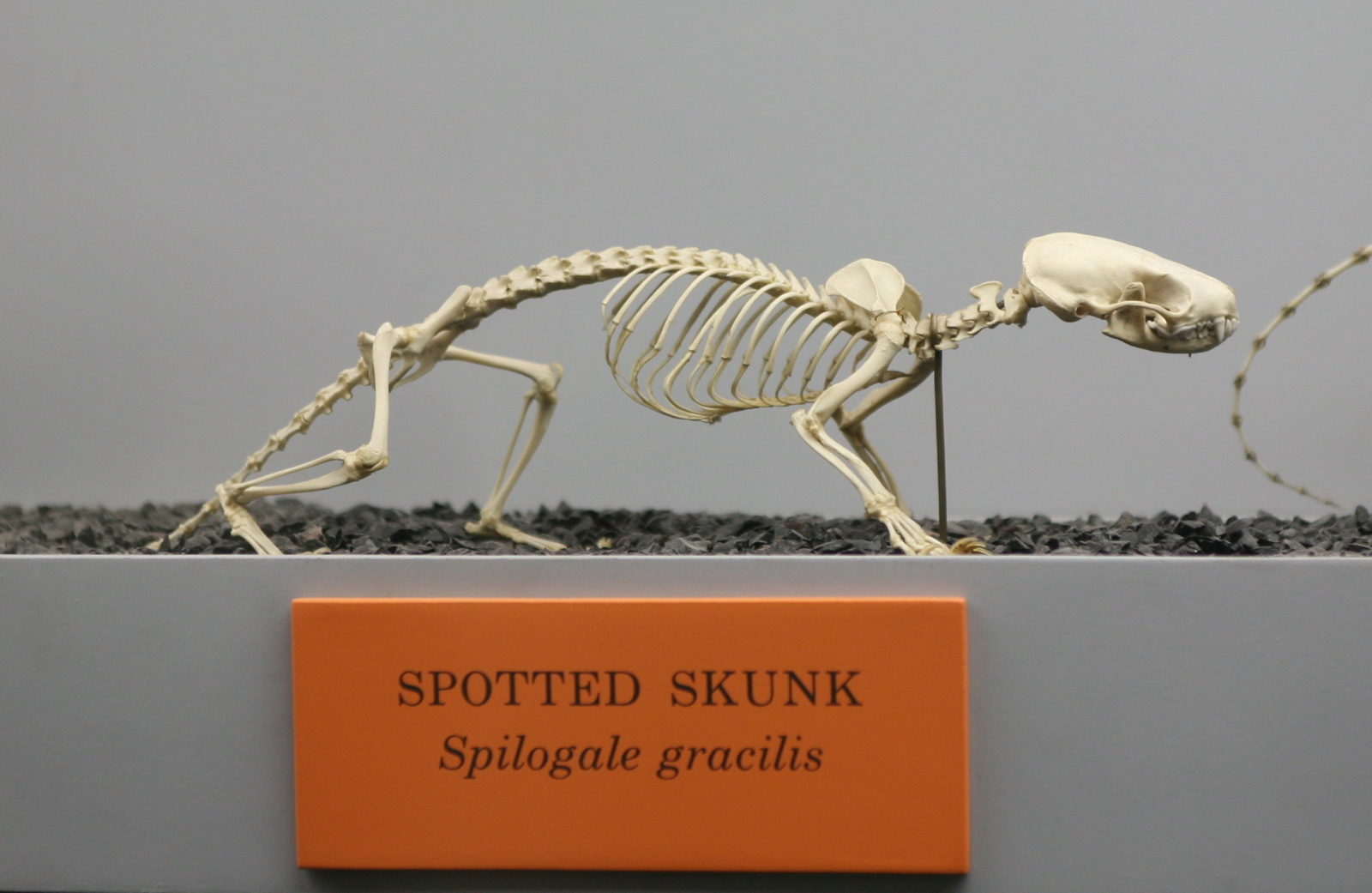

- Tập tin:Tập